# Бейкер, Кэти
Кэти Бе́йкер (англ. Kathy Baker, род. 8 июня 1950[…], Мидленд, Техас) — американская актриса, известная по роли доктора Джилл Брок в телесериале «Застава фехтовальщиков» (1992–1996), за которую она получила «Золотой глобус» и три премии «Эмми».

## Биография
Кэтрин Уиттон Бейкер родилась в Техасе в семье француженки и американского геолога. Её детство прошло в Нью-Мексико, где она воспитывалась в традициях квакеров. В начале 1970-х годов она изучала актёрское мастерство в Калифорнийском институте искусств, а в 1977 году получила степень бакалавра в Калифорнийском университете в Беркли, где она изучала французский язык.
Бейкер дебютировала в 1983 году с небольшой роли в фильме «Парни что надо». В 1980-е годы она снялась ещё в нескольких фильмах, в том числе в картинах «Уличный парень» (1987) и «Отец» (1989), а наибольшего успеха и признания добилась в 1990-е годы. На протяжении всего десятилетия она активно снималась как в кино, так и на телевидении. Из её киноработ наиболее известными стали фильмы «Эдвард Руки-ножницы» (1990), «Мистер Фрост» (1990), «Дженнифер-восемь» (1992), «Бешеный пёс и Глория» (1993) и «Правила виноделов» (1999). На телевидении наиболее заметной стала её роль в сериале «Застава фехтовальщиков», которая принесла ей «Золотой глобус» и три премии «Эмми».
В 2000-е годы Бейкер появилась в фильмах «Женские тайны» (2000), «Стеклянный дом» (2001), «Холодная гора» (2003), «Из 13 в 30» (2004), «Вся королевская рать» (2006) «Жизнь по Джейн Остин» (2007), а также в сериалах «Части тела», «Девочки Гилмор» и «Анатомия страсти».

## Личная жизнь
С 1984 по 1999 год Бейкер была замужем за Дональдом Камиллери, от которого родила двоих детей. С 2003 года актриса в браке с режиссёром и продюсером Стивеном Робманом.

## Фильмография
- Парни что надо (1983)
- Отец (1989)
- Стилет (1989)
- Эдвард Руки-ножницы (1990)
- Мистер Фрост (1990)
- Статья 99 (1992)
- Дорогая, я увеличил ребёнка (1992)
- Дженнифер-восемь (1992)
- Застава фехтовальщиков (телесериал, 1992—1996)
- Бешеный пёс и Глория (1993)
- Элли Макбил (телесериал, 1997)
- Правила виноделов (1999)
- Женские тайны (1999)
- Стеклянный дом (2001)
- Холодная гора (2003)
- Из 13 в 30 (2004)
- Детектив Монк (телесериал, 2004)
- Части тела (телесериал) (2005)
- Девять жизней (2005)
- Медиум (телесериал) (2005—2010)
- Вся королевская рать (2006)
- Жизнь по Джейн Остин (2008)
- Закон и порядок: Специальный корпус (телесериал, 2007)
- Девочки Гилмор (телесериал, (2007)
- Последний шанс Харви (2008)
- Закон и порядок: Преступное намерение (телесериал, 2009)
- Закон и порядок (телесериал, 2010)
- Укрытие (2011)
- Лицом к стене (телесериал) (2011)
- Мыслить как преступник (телесериал, 2011)
- Спасти мистера Бэнкса (2013)
- Век Адалин (2015)
- Колония (телесериал, 2016)
- Баллада о Лефти Брауне (2017)
- Чайная чашка (2024)

## Награды
- Театральный мир 1984
- «Золотой глобус»

1993 — «Лучшая актриса в драматическом сериале» («Застава фехтовальщиков»)
- «Эмми»

1993 — «Лучшая актриса в драматическом сериале» («Застава фехтовальщиков»)
1995 — «Лучшая актриса в драматическом сериале» («Застава фехтовальщиков»)
1996 — «Лучшая актриса в драматическом сериале» («Застава фехтовальщиков»)